# 梅北吉井
梅北吉井株式会社（うめきたよしい）は、鹿児島県鹿児島市卸本町6-22に本社を置く 医療用医薬品を中心とした医薬品卸企業であった。現在は、 東邦薬品の共創未来グループの「九州東邦株式会社」である。

## 概要
- 代表取締役社長　梅北省三
- 代表取締役副社長　吉井憲章
- 資本金　6,000万円

## 大株主
- 吉井23％
- 梅北省三17％
- 田辺製薬16％

## 沿革
- 昭和35年 山口徳薬品（株）を川内市に設立
- 昭和40年 「山口徳薬品（株）」を「鹿児島吉井（株）」に社名変更
- 昭和50年「（株）梅北春天堂」と「鹿児島吉井（株）」が合併し、「梅北吉井株式会社」設立
- 昭和60年 熊本県の「吉井（株）」と合併

## 営業所
- 鹿児島県:鹿児島市・川内市・名瀬市・鹿屋市・姶良町

## 主な取引メーカー
- 田辺製薬
- 三共
- 日本化薬
- 塩野義製薬
- 山之内製薬
- 久光
- 住友製薬
- 第一製薬
- 萬有製薬
- 中外製薬